# Terry Timmons
Pour les articles homonymes, voir Timmons.
Terry Timmons est une chanteuse de rhythm and blues américaine, née à Cleveland dans l'Ohio en 1927 et morte dans la même ville en 1970.

## Carrière
Terry Timmons naît à Cleveland dans l'Ohio peu après le déménagement de sa famille de Charleston. Elle est remarquée, par le chef d'orchestre Paul Gayten qui cherche une remplaçante à la chanteuse Annie Laurie qui a quitté son groupe. 
Elle enregistre en 1951 pour le label indépendant Premium Records des titres de jump blues. Elle chante sur des disques de Memphis Slim, autre artiste du label. La même année son contrat est revendu à RCA Records. Elle y poursuit sa carrière jusqu'en 1953, date à laquelle la maison de disque ne renouvelle pas son contrat. Elle disparaît de la scène musicale vers 1955. 
Ses enregistrements ont été réédités en 2004 dans la collection Classics rhythm and blues series. En 2011 et 2012, les labels britanniques Outta Sight Soul Essentials et Jazzman, dans sa série Jukebox Jams, ont réédité des titres de Terry Timmons en 45 tours.

## Discographie

### Singles
- Eating My Heart Out For You, Premium
- I'm Crying, Premium (avec Memphis Slim)
- He's The Best In The Business, RCA

### Compilations
- Terry Timmons 1950-1953, Classics rhythm and blues series 5092